# The Veronicas Complete
A Complete egy válogatásalbum az ausztrál együttestől, a The Veronicastól, mely Japánban 2009. március 18-án jelent meg a Pony Canyon gondozásában, Latin-Amerikában 2009. augusztus 11-én adták ki. A lemez a The Secret Life of… és Hook Me Up című albumok összes dalát tartalmazza, illetve három bónusz számot is.

## Számlista
A két CD-ből álló lemez dallistája:

### Első lemez:The Secret Life of…
1. 4ever (Lukasz "Dr. Luke" Gottwald, Max Martin) – 3:30
2. Everything I’m Not (Gottwald, Martin, Jess Origliasso, Lisa Origliasso, Rami) – 3:24
3. When It All Falls Apart (Josh Alexander, J. Origliasso, L. Origliasso, Billy Steinberg) – 3:15
4. Revolution (Chantal Kreviazuk, Raine Maida) – 3:07
5. Secret (Toby Gad, J. Origliasso, L. Origliasso) – 3:34
6. Mouth Shut (Toby Gad, J. Origliasso, L. Origliasso) – 3:39
7. Leave Me Alone (Alexander, J. Origliasso, L. Origliasso, Steinberg) – 3:31
8. Speechless (Toby Gad, J. Origliasso, L. Origliasso) – 3:58
9. Heavily Broken (Eric Nova, J. Origliasso, L. Origliasso) – 4:18
10. I Could Get Used to This (Alexander, J. Origliasso, L. Origliasso, Steinberg) – 3:16
11. Nobody Wins (Kara DioGuardi, Clif Magness, J. Origliasso, L. Origliasso) – 3:53
12. Mother Mother (Tracy Bonham) – 3:08
13. Did Ya Think (Clif Magness, Kara Dioguardi, J. Origliasso, L. Origliasso) – 2:45*

### Második lemez:Hook Me Up
1. Untouched (Toby Gad, Jessica Origliasso, Lisa Origliasso) – 4:14
2. Hook Me Up (J. Origliasso, L. Origliasso, Shelly Peiken, Greg Wells) – 2:56
3. This Is How It Feels (T. Gad, J. Origliasso, L. Origliasso) – 4:11
4. This Love (T. Gad, Kesha Sebert) – 2:59
5. I Can't Stay Away (Josh Alexander, Billy Steinberg) – 3:26
6. Take Me on the Floor (T. Gad, J. Origliasso, L. Origliasso) – 3:30
7. I Don’t Wanna Wait (John Feldman, J. Origliasso, L. Origliasso) – 2:59
8. Popular (Beni Barca, T. Gad, J. Origliasso, L. Origliasso) – 2:44
9. Revenge Is Sweeter (Than You Ever Were) (T. Gad, J. Origliasso, L. Origliasso) – 3:43
10. Someone Wake Me Up (Alexander, J. Origliasso, L. Origliasso, Steinberg) – 3:35
11. All I Have (T. Gad, J. Origliasso, L. Origliasso) – 3:14
12. In Another Life (T. Gad, J. Origliasso, L. Origliasso) – 3:47
13. Goodbye to You (Smith) – 3:14*
14. Insomnia (T. Gad, J. Origliasso, L. Origliasso) – 3:38*

A * jelzésű számok bónusz dalok.

## Megjelenések
| Ország        | Dátum               | Kiadó        | Formátum               |
| ------------- | ------------------- | ------------ | ---------------------- |
| Japán         | 2009. március 18.   | Pony Canyon  | CD, digitális letöltés |
| Latin Amerika | 2009. augusztus 11. | Warner Music | CD                     |